# Arménio Vieira
Arménio Adroaldo Vieira e Silva; nacido el 29 de enero de 1941 en Praia, Cabo Verde, es un periodista caboverdiano.  

## Biografía
Comenzó su actividad durante la década de 1960, colaborando en SELÓ, Boletim de Cabo Verde, Vértice (Coímbra) review, Raízes, Ponto & Vírgula, Fragmentos, Sopinha de Alfabeto y otras.
Fue ganador en 2009 del Premio Camões.

## Obras
- 1981: Poemas - África Editora - Colecção Cântico Geral - Lisboa
- 1990: O Eleito do Sol - Edição Sonacor EP - Grafedito - Praia
- 1998: Poemas (reeditado) - Ilhéu Editora - Mindelo
- 1999 - No Inferno - Centro Cultural Português - Praia e Mindelo.
- 2006 - MITOgrafias - Ilhéu Editora - Mindelo.
- 2009 - O Poema, a Viagem, o Sonho - Editorial Caminho - Lisboa.